# Dawn of Winter
Dawn of Winter ist eine Doom-Metal-Band aus Deutschland.

## Geschichte
Die Band wurde 1990 von dem Sänger Gerrit Philipp Mutz (Ex-Tragedy Divine, Sacred Steel) und dem Schlagzeuger Oliver Schramm unter dem Namen Cemetery gegründet. Die erste Veröffentlichung der Band war das Demo Perfect Solitude. Nach der Umbenennung in Dawn of Winter erschien 1991 das Nachfolge-Demo Path of the Worm. Im Jahr 1993 folgte das Minialbum Celebrate the Agony – erstmals mit dem Gitarristen Jörg M. Knittel (Ex-Sacred Steel) und dem Bassisten Joachim Schmalzried. Gründungsmitglied und Schlagzeuger Oliver Schramm verließ 1993 die Band und wurde noch im gleichen Jahr durch Dennis Schediwy ersetzt.

## Stil
Die Band spielt klassischen Doom Metal. Als Vorbilder der Band gelten Candlemass, Saint Vitus und Black Sabbath. Aleksey Evdokimov beschreibt die Musik in seinem Doom Metal Lexicanum als „langsamen und traditionellen Doom Metal der ohne Eile“ gespielt würde.

## Diskografie
- 1990: Perfect Solitude (Demo)
- 1991: Path of the Worm (Demo)
- 1993: Celebrate the Agony (EP auf CD)
- 1995: Black Revelation (Demo)
- 1996: In Servitude to Destiny (Demo)
- 1998: In the Valley of Tears (CD + Pic. LP)
- 2001: Slow Is the Suffering (EP auf Vinyl)
- 2003: Doomcult Performance (LP)
- 2008: The Peaceful Dead (CD)
- 2012: The Skull of the Sorcerer (Vinyl-EP)
- 2017: In the Valley of Tears (Wiederveröffentlichung, CD)
- 2018: Pray for Doom (CD; 2019: Vinyl-LP)

Sampler
- 1997: LuBu Rocks (CD) – Song: „Sad Ocean“
- 1999: Day of the Demon (CD) – Song: „What Do You Think about Hell?“
- 2006: One Foot in Fire – A Cirith Ungol Tribute (CD + Pic. LP) – Song: „Doomed Planet“